# 太康 (臺灣)
太康，是臺灣臺南市柳營區的一個傳統地域名稱，位於該區西北部。相較於今日行政區，其範圍大致包括太康里北大半部不含其西南部及東南部及北端、人和里東端、東昇里北部凸出部分的東北側及東部北側凸出部分。
本地區境內主要聚落為太康，設有太康國小，另有柳營國中設於南部邊界地帶。

## 歷史
台灣日治初期，太康地區為一街庄，稱為「太康庄」，隸屬於鐵線橋堡。該庄昔日北邊西段與新營庄為鄰，北邊中至東段及東邊與五軍營庄為鄰，南邊東段為路東庄，南邊西段及西邊南段為查畝營庄，西邊北段為火燒店庄。
1901年（日治明治三十四年）11月11日，全台廢縣廳改設二十廳，該庄隸屬於鹽水港廳。1904年（明治三十七年）4月1日，該庄編入「果毅後區」，隸屬於鹽水港廳。1906年（明治三十九年）4月1日，鹽水港廳內管轄區域調整，該庄仍隸屬於「果毅後區」。1909年（明治四十二年）10月25日，全台合併二十廳為十二廳，果毅後區改隸屬於嘉義廳。1920年（大正九年）10月1日，全台地方制度大改正，廢十二廳改設五州二廳，該庄改制為「太康」大字，隸屬於臺南州新營郡柳營庄。
戰後柳營庄改制為柳營鄉，隸屬於臺南縣，大字亦改制為村。1950年10月25日，雲、嘉、南分治，柳營鄉仍隸屬於臺南縣。2010年12月25日，臺南縣、市合併為直轄臺南市，柳營鄉改制為柳營區，村亦改制為里。

## 聚落
本地區發展較早的聚落為太康，在日治期初期的官方地圖上已有記載。

## 交通
台鐵縱貫線是台灣西部南北向鐵路幹線，經過本地區西部。最近的車站在北側為新營車站，在南側為柳營車站。前者屬「一等站」，停靠部分自強號及全部莒光號、區間快車、區間車；後者屬「簡易站」，僅停靠區間車；由此等可前往台鐵沿線各站。
省道台1線又稱「縱貫公路」，是臺北至楓港的傳統平面幹道，經過本地區主聚落西郊。由該道路北行可前往新營區、後壁區、嘉義縣水上鄉、嘉義市等地，南行繞過柳營市區東側可前往六甲區、官田區、善化區、新市區等地。
區道南108線是橋南至太農的道路，經過本地區主聚落北側。
區道南109線是太康至柳營東的道路，其北側端點（起點）位於本地區主聚落北側的區道南108線路口，向南穿越主聚落。
區道南316線是八老爺至新吉莊的道路，經過本地區南部凸出部分的南端。

## 學校
- 柳營國中
- 太康國小

## 醫療機構
- 柳營奇美醫院

## 景點
- 太康綠色隧道